# Райцес, Марта Ильинична
Марта Ильинична Райцес (род. 16 января 1990, Волгодонск, Ростовская область) — российская сценаристка и драматург. Преподаватель драматургии

## Биография
Окончила факультет филологии и журналистики ЮФУ, продолжила учебу в магистратуре РГИСИ при Новой сцене Александринского театра.
Основательница и методистка Книжного гида, первой в России организации профессиональных наставников по чтению.

## Награды и номинации
Номинант театральной премии «Золотая Маска» в номинации «Лучшая работа драматурга».
Участник фестиваля «Любимовка»
Шорт-лист конкурса «Маленькая ремарка» Шорт-лист Независимой международной премии неправильной драматургии «Neem». Шорт-лист конкурса «Исходное событие». Шорт-лист International competition «Badenweiler» Лонг-лист объединенного конкурса драматургии «Кульминация».
Лауреат премии «Инновация» в области современного искусства за пьесу-аудиогид выставки «Искусство быть».
Финалист конкурса Александра Сокурова «Пример интонации» за сценарий полного метра.

## Пьесы
«Невидимки»
«Я — кулак. Я — А-Н-Н-А»
«Dead Мороз»
«Колибри-Печаль»
«Меня для тебя море»
«Четвертый акт»
«Пион Селин Дион»
«Остановка»
«Змеиные туфли»
«Слон цвета шартрез»
«Акула — укулеле»  
«Менты и удмурты»
«Вчера в Москве умер Будда»
«Я не зову себя Нетточкой» (инсценировка повести Ф.М. Достоевского «Неточка Незванова»)

## Постановки
Постановки пьес Марты Райцес были в театрах Москвы и Санкт-Петербурга Новая сцена Александринского театра, а также в театрах других городов: Театр им. Мустая Карима Уфа режиссер Ольга Мусина, Тула, Биробиджан, Ижевск, Тюмень, Театр "Аистёнок" Иркутск, Красноярск в постановке Юлии Каландаришвили
Эскизы и читки пьес автора проходили в разных театрах и других культурных институциях, например: ТЮЗ им. Брянцева Санкт-Петербург, ТЮЗ им. Киселева Саратов, Иваново, Псков, Сургут, Коми, РАМТ режиссер Евгения Беркович

## Критика
"Тексты Марты Райцес, обстоятельные, со своеобразным юмором, зачастую обращены к реальным историям, к документам — нон-фикшн здесь встречается с территорией авторского замысла. Ранняя пьеса, замеченная фестивалями, «Я — кулак. Я — А-Н-Н-А», со знанием дела, с исследовательским погружением и в то же время с определенной долей горького упрямого романтизма рассказывала об одинокой глухонемой девочке — обузе для семьи, чужачке для ровесников и окружения. Непонятая и преданная, она отправлялась в дальнее путешествие, к океану, чтобы отпустить на свободу единственного друга — рыбку по имени Джек Лондон. Райцес подробно выстраивала мир в голове героини, описывала механизмы, с помощью которых та взаимодействует с окружающей средой. И вместе с тем это был лирический текст, в котором авторская интонация становилась интонацией героини. Еще один, особняком стоящий, текст Райцес — «Невидимки» — большой исследовательский проект, основанный на документах и мемуарах безвестных и анонимных помощниц Солженицына, рисковавших жизнями ради литературы и правды. Полный исторической фактуры, текст ставил вопрос о гении, жертве и служении."

Театральный критик Анна Банасюкевич
Пьеса Марты Райцес «Я – кулак, я – Анна» – это монолог глухой девочки Ани.
В глухонемом языке ты должен придумать жестовый эквивалент своего имени. Ее имя – кулак. Кулак означает Анна. У нее есть рыбка, она мечтает о том, чтобы стены, двери квартир и почтовые ящики в подъезде были раскрашены разным цветом, но одноклассники представляют для нее угрозу как стая, транслирующая коллективное бессознательное, насилие и агрессию. Анна пытается выжить в этой школьной среде, в коммуникации с собственной мамой, которая одержима идеей сделать из нее нормальную, а из ребенка не надо делать нормального, он уже сам по себе нормальный. Пьеса говорит о том, что это маме над лечиться и проходить инклюзию, если она не может выстроить коммуникацию с таким ребенком, который у нее уже есть.
РАМТ имел недавний опыт читок пьес про детей с особенностями и инаковых в рамках фестиваля «Территория». В соцсетях фестиваля можно найти видео читки «Я – кулак, я – Анна», ее делала Женя Беркович. Юля Каландаришвили поставила «Я – кулак» как кукольный спектакль, где объективизируется ухо – то, чего как бы нет у Ани. Хотя у нее потрясающее образное мышление как у будущего литератора. У нее есть единственный друг – ее рыбка. Она берет эту рыбку, и они едут в кругосветное путешествие к морю. Это литературно обогащенный сюжет, очень красивый материал. Драматургу Марте Райтис вообще свойственная поэтизация реальности. Это новая мифология, новая сказочность.

Мила Денева - театровед, эксперт драматургических конкурсов «Любимовка» и «Ремарка», координатор спецпроектов РАМТ
"Марта Райцес совершает, пожалуй, один из самых нетипичных выборов времени действия и персонажей. Время — конец 1960-х, эпоха сворачивания хрущевской оттепели и начала гонений на Солженицына. Те самые Невидимки здесь — Наталья Решетовская, первая жена Александра Солженицына, и Елизавета Воронянская, которые способствовали, наряду с прочими (сегодня известны сто пятнадцать имен) появлению романа «Архипелаг ГУЛАГ». В пьесе речь не о любви, а о служении и самоотречении, требующем «зачеркнуть свое Я». Беспрерывный женский разговор об одном-единственном Герое похож на обрядовый плач, собирающий в единое полотно и свадьбу, и рождение ребенка, и поминки. Это общий плач обо всех невидимых воинах фронта борьбы за историческую память и правду. Марта Райцес делает видимыми женщин, не давая ни одной реплики мужчине-воину. Драматург не соизмеряет подвиг мужчины и женщины, но все же выносит приговор истинному герою: виновен так же, как и велик."

Театровед, историк Наталия Эфендиева
"Меня иногда зовут поработать в жюри тех или иных драматургических конкурсов. Есть тренд на пьесы о подростках и для подростков. Мне кажется, с этой темой уже небольшой перебор: когда открываешь очередную пьесу и снова видишь, как очередного подростка не понимают тупые взрослые и троллят одноклассники, то понемногу начинаешь от этого уставать. Кроме того, существует отчетливый тренд, связанный с гендерной тематикой или с проблемами людей с особыми потребностями (прекрасный пример — пьеса Марты Райцес «Я кулак, я А-Н-Н-А»). Таковы основные темы, которые приходят мне на ум."
Дмитрий Данилов